# Jack Rabbit (Clementon Park)
Jack Rabbit im Clementon Park (Clementon, New Jersey, USA) war eine Holzachterbahn der Herstellers Philadelphia Toboggan Coasters mit der Seriennummer 28, die 1919 eröffnet wurde. 2002 wurde die Bahn geschlossen, stand aber noch bis zum 3. Dezember 2007 im Park.
Die von John A. Miller konstruierte Bahn besaß eine Länge von 420,6 m und erreichte eine Höhe von 15,2 m.